# Thelma Aoyama
Thelma Aoyama (青山 テルマ Aoyama Teruma?), nacida el 27 de octubre de 1987 en Nara Japón, es una cantante J-Pop y R&B. Es de ascendencia Afro-Trinidad y Japonesa.
Es famosa por su canción junto con SoulJa “koko ni Iro yo” y su canción respuesta “Soba ni Iru ne”. En septiembre de 2008, el Guinness Word Records certificó que “Soba ni Ir ne” se convirtió en la canción mejor vendida digitalmente con 2 millones de traces descargados.(Chaku Uta Full).

## Vida y Carrera
Ella estuvo seis años estudiando en la Osaka Internacional School como estudiante primaria. A los 12 años su familia se muda a Torrance, California, y estudio en Calle Mayor Middle School. Vivió allí por 2 años. Ella vuelve a Japón en el invierno del 2002. Su familia se muda a Tokio. Donde estudio en la American School in Japan. Hora en 2010 estudia en Sophia University.
Su álbum debut, fue Diary y fue lanzado en Japón el 26 de mayo de 2008.
En febrero de 2009, lanza  su álbum Love!: Thelma Love song Collection, que debutó en la posición Nro 1 en los Charts semanales de Oricon. Su último disco, Emotions fue lanzado en septiembre del 2009.

## Discografía
| Álbumes de estudio - 2008: Diary - 2009: Emotions - 2011: Will Álbum de Concierto y DVD - 2009: Aoyama Thelma Tour 2009 "Diary" | Álbumes de Compilación - 2008: Party Party: Thelma Remix - 2009: Love!: Thelma Love Song Collection - 2010: Love! 2: Thelma Best Collaborations - 2011: Singles Best |